# سيدني مورجنبيسير
Sidney Morgenbesser (22 سبتمبر 1921 - 1 أغسطس 2004) كان فيلسوفًا يهوديًا أمريكيًا وأستاذًا في جامعة كولومبيا. لقد كتب القليل؛ لكن الكثيرين يتذكرونه لنكاته الفلسفية. واحدة من أفضل الحكايات المعروفة له: يدعي JL Austin، أنه على الرغم من أن السالب المزدوج غالبًا ما يشيرالى معنى إيجابيًا (كما هو الحال مع «هو لا يختلف عن أخته»)، لا توجد لغة يشير فيها الإيجابي المزدوج إلى سلبية. يرد عليه مورجنبيسير: «أجل، أجل».   هناك موضوع آخر يتعلق بقول هايدجر «لماذا يوجد شيء بدلاً من لا شيء؟» كان رد مورغنبيسر على هذا: «وإذا لم يكن هناك شيء؟ ما زلت تشكو!»  

## الحياة والوظيفة
ولد سيدني مورجنبيسير في 22 سبتمبر 1921 في مدينة نيويورك ونشأ في الجانب الشرقي الأدنى من مانهاتن. 
تولى مورجنبيسير دراسة فلسفية في كلية مدينة نيويورك ودراسة حاخامية في المدرسة اللاهوتية اليهودية في أمريكا. ثم تابع دراسته العليا في الفلسفة في جامعة بنسلفانيا. هناك حصل على درجة الماجستير في عام 1950، وكانت أطروحة بعنوان نظريات ومخططات في العلوم الاجتماعية،  دكتوراه في عام 1956. كان أيضًا في ولاية بنسلفانيا، وفقًا لسجلات مورجنبيسير، أنه سيكون أول عمل له في تدريس الفلسفة.
درَّس مورجنبيسر في كلية سوارثمور ثم المدرسة الجديدة للبحوث الاجتماعية.  ثم تولى منصبًا في جامعة كولومبيا في عام 1954.   كان زميلًا ' رفيقآ ' في Guggenheim عام 1963. وبحلول عام 1966 أصبح أستاذًا في جامعة كولومبيا.  في عام 1975 عُيِّن أستاذا للفلسفة لجون ديوي هناك هذا المنصب شغله حتى التقاعد.
عُرف مورجينبيسر خصوصًا بنكاته الحادة وروح الدعابة التي تغلغلت في كثير من الأحيان في قلب القضية الفلسفية المطروحة، والتي وصفته مجلة نيويورك تايمز بـ «سايدووك سقراط».
لم ينشر إلا القليل (وعلق عليه: «كتب موسى كتابا واحدا. ثم ماذا فعل؟»)   ولم يؤسس أي مدرسة، لكنه تم تبجيله لذكائه غير العادي وجديته الأخلاقية. كان معلما ذا نفوذ كبير. وكان من بين طلابه السابقين هيلاري بوتنام،  جيري فودور، وريموند جوس، وألفين جولدمان، ودانييل إم. هاوسمان، وروبرت نوزيك، وجيديون روزين. في عام 1967، وقع مورجنبيسر رسالة يعلن فيها عن نيته رفض دفع الضرائب احتجاجًا على الحرب الأمريكية في فيتنام، ويحث الآخرين على اتخاذ هذا الموقف أيضًا.
تضمنت مجالات خبرة مورجنبيس فلسفة العلوم الاجتماعية والفلسفة السياسية ونظرية المعرفة وتاريخ البراغماتية الأمريكية. أسس جمعية الفلسفة والشؤون العامة مع GA كوهين وتوماس ناجل وآخرين.
توفي في 1 أغسطس 2004 في مركز مستشفى سانت لوك روزفلت في مانهاتن عن عمر يناهز 82 عامًا 

كما تسجل ريبيكا غولدشتاين، «استمر في أسلوبه التعليمي حتى النهاية». قرب نهاية مرضه النهائي الطويل قال:
«لماذا يجعلني الله أعاني كثيرا؟ فقط لأنني لا أؤمن به؟»  

## الحكايات
(انظر أيضًا صفحة Wikiquote لمورجينبيس.)
- يغادر Morgenbesser محطة مترو أنفاق في مدينة نيويورك ويضيء أنبوبه "pipe". يخبره شرطي بأنه ممنوع التدخين. ويشير مورجنبيسير إلى أن القواعد تشمل التدخين في المحطة وليس خارجها. يوافق الضابط على هذه النقطة لكنه يقول «إذا سمحت لك بفعل ذلك، فسأدع الجميع يفعل ذلك». يرد مورجينبيسر مع العبارة المزدوجة التي أسيء فهمها ولفظيًا، «من تعتقد أنك يا كانط ؟» ويجد نفسه نُقل إلى مركز الشرطة. هناك زميل يجب أن يشرح الضرورة القاطعة للضباط لتأمين إطلاق سراحه. [2] [3]
- حول استقلال البدائل غير ذات الصلة: أخبرت النادلة Morgenbesser ، الذي يطلب الحلوى، أنه يمكنه الاختيار بين فطيرة التفاح وفطيرة التوت. فيطلب فطيرة التفاح. بعد ذلك بوقت قصير، عادت النادلة وقالت إن فطيرة الكرز هي أيضًا خيار؛ يقول Morgenbesser «في هذه الحالة سأحصل على فطيرة التوت».[19]
- قال Morgenbesser ما يلي لجورج سانتايانا: «هناك رجل أكد كلا من p و not - p ، ثم استخلص كل العواقب. . .» [20]
- عندما استجوبه أحد الطلاب عما إذا كان يتفق مع وجهة نظر الرئيس ماو القائلة بأن العبارة يمكن أن تكون صحيحة وخاطئة في نفس الوقت، أجاب مورجينبيسر «حسنًا، أنا أفعل وأنا لا أفعل». [6]
- عندما سُئل، بصفته محلفًا محتملًا، عما إذا كان قد عومل بشكل ظالم أو غير عادل من قبل الشرطة، أجاب مورجنبيسر «بشكل ظالم... ولكن ليس بشكل غير عادل». وعندما طُلب منه التوضيح، روى أنه تعرض للضرب، دون استفزاز، من قبل شرطي بعصاه خلال احتجاجات الحرم الجامعي في الستينيات، وبالتالي ضربه ظلماً. وردا على سؤال من المدعي العام، أوضح أن الأمر لم يكن غير عادل لأنه «كان يفعل الشيء نفسه مع أي شخص آخر».[21] [22] [23]
- وصف Morgenbesser الاخلاق غير اليهودية بأنها تنطوي على «يجب يعني انه يمكن» بينما في اليهودية الأخلاق «يمكن يعني لا».
- عندما سئل عن رأيه في البراغماتية، أجاب مورغنبيسر «كل شيء جيد من الناحية النظرية لكنه لا يعمل في الممارسة».
- ووفقًا لزميل جامعة كولومبيا ديفيد ألبرت، قال مورجنبيسر مازحا «ما الذي تعظمه في نظرية القرار اليهودي؟ نأسف.» [24]
- وعندما طُلب منه إثبات وجود السائل، رد مورجنبسر «من يسأل؟» [25]
- قاطعه أحد الطلاب ذات مرة وقال، «أنا فقط لا أفهم». «لماذا يجب أن يكون لديك ميزة علي؟» أجاب.

## يعمل
الكتب، (المشاركة) المحررة
- (1960) مع آرثر دانتو [مقدمة بقلم إرنست ناجل ] ، فلسفة العلوم (نيويورك).[26]

- (1962) مع جيمس والش، الإرادة الحرة (إنجليوود كليفس، نيوجيرسي).(ردمك 978-0385030373)

- (1966) مع باتريك سوبس ومورتون وايت، الفلسفة والعلوم والطريقة: مقالات في تكريم إرنست ناجل(ردمك 9780312607258)
- (1967) فلسفة العلوم اليوم ، الولايات المتحدة: Basic Books Inc.(ردمك 9780465056835)رقم ISBN 9780465056835 [27]
- (1974) مع فيرجينيا هيلد وتوماس ناجل، الفلسفة والأخلاق والشؤون الدولية: مقالات محررة لجمعية الفلسفة والشؤون العامة . نيويورك: مطبعة جامعة أكسفورد.(ردمك 9780195017595)رقم ISBN 9780195017595.[28]
- (1977) ديوي ونقاده: مقالات من مجلة الفلسفة (نيويورك).(ردمك 9780931206009)رقم ISBN 9780931206009

حدد المقالات وفصول الكتاب (المشترك) في تأليفها
- «في تبرير المعتقدات والمواقف». مجلة الفلسفة ، المجلد. 51، لا. 20، 1954، ص 565-576
- «الشخصية والإرادة الحرة» مع آرثر دانتو، مجلة الفلسفة، المجلد. 54، العدد 16 (1 أغسطس 1957)، ص 493-505
- «مقاربات الموضوعية الأخلاقية» النظرية التربوية 7 (1957): 180-86.
- "Belief and Disposition" مع Isaac Levi American Philosophical Quarterly ، المجلد. 1، لا. 3، 1964، ص 221 - 232.[29]

فيستكريفت
- كم عدد الأسئلة؟: مقالات في شرف سيدني مورجنبيسير ، (محرران.) لي س. كومان، إسحاق ليفي، تشارلز دي بارسونز وروبرت شوارتز (1983) [30]

## روابط خارجية
- أستاذ ذكي، NPR
- إشعار وفاة كولومبيا نيوز (مؤرشف)
- كلية كولومبيا اليوم: تذكر سيدني مورجنبيسر - مذكرات بقلم ديفيد ألبرت وآرثر سي دانتو ومارك شتاينر (مؤرشفة أيضًا هنا)
- سيدني مورجنبيسير، ملتوية الأخشاب
- سيدني، بقلم ليون ويسلتيير ، الجمهورية الجديدة
- سيدني مورجنبيسر أجرى مقابلة مع بريان ماجي حول البراغماتية الأمريكية (فيديو)